# 文山砚山机场
文山砚山机场是一個位於中國雲南省文山州砚山县的民用機場，距砚山县城9公里，距州府所在地文山市28公里。机场飞行区等级为4C级，跑道长2400米，宽45米，跑道主降方向I类精密进近，次降方向灯光进近系统。2015年旅客吞吐量超过10万人次。是多家民航公司的驻场训练基地。
机场隶属于云南机场集团有限责任公司。

## 航點
‌2025年度夏秋航季（3月30日至10月25日）
| 航空公司     | 目的地           |
| ------------ | ---------------- |
| 中国南方航空 | 广州、北京-大兴  |
| 春秋航空     | 上海-浦东        |
| 四川航空     | 成都-天府        |
| 华夏航空     | 昭通、昆明、重庆 |

## 历史
1994年，文山普者黑机场选址工作启动。
2000年8月正式开展前期工作。
2003年5月23日获得国务院、中央军委批准立项建设。
2004年4月28日年開始動工興建。
2006年8月30日完工，9月1日通航，总投资32267万元。
2008年5月10日，文山普者黑机场移交云南机场集团有限责任公司统一经营管理。
2016年7月30日，文山普者黑机场跑道改造工程完成立项批复；8月15日，文山普者黑机场跑道改造工程完成初步设计批复；9月8日，文山普者黑机场跑道改造工程完成施工图审查；9月20日，文山普者黑机场停航改造请示获中国民用航空西南地区管理局批复；10月15日，文山普者黑机场停航进行跑道改造 。
2017年1月13日，文山普者黑机场复航。7月6日，首架“云南造”DL-2L轻型飞机在文山普者黑机场首飞成功；8月16日，文山州召开文山普者黑机场改扩建项目建设推进会。
2019年，文山普者黑机场正式更名为“文山砚山机场”。
2021年4月1日，文山砚山机场改扩建工程可行性研究报告评估会召开。